# Elżbieta Porzec
  Elżbieta Porzec    (Lublin, 27 de gener de 1945 - Lublin, 7 de juny de 2019) va ser una jugadora de voleibol polonesa que va competir durant la dècada de 1960 i 1970.
El 1968 va prendre part en els Jocs Olímpics de Ciutat de Mèxic, on guanyà la medalla de bronze en la competició de voleibol.
En el seu palmarès també destaca la medalla de plata al Campionat d'Europa de 1967.
Entre 1963 i 1976 jugà 156 partits amb la seva selecció. A nivell de clubs jugà al Wisła Kraków. Guanyà la lliga polonesa en tres ocasions, 1967, 1969 i 1970.